# 蔡鍾協
蔡鍾協（韓語：채종협，1993年5月19日—），韓國男演員、模特兒。2017年開始參演多部網路劇並擔任主角，正式以演員身份出道。2019年在《金牌救援：Stove League》飾演年輕投手「劉敏鎬」一角，是首度參與無線電視台劇集的演出，因而獲得觀眾的認知和喜愛，成為備受矚目的新星。

## 演員經歷
蔡鍾協出生於1993年5月19日，在初中時曾在泰國生活一年。其後，他的父母在南非生活的朋友向他們推薦在該國能學好英語，因此他獨自前往南非留學五年，並寄宿在父母熟人的家裏。然而，在南非期間他對人生並沒有目標，在熟悉的哥哥勸導他做模特兒後，開始有了人生目標。在當地，他曾嘗試應徵美國電視劇選角，但失敗告終。之後，他抱著要嘗試多一次的想法返回韓國，最終成為了模特兒。
後來他開始出演多部網路劇，例如在2017年的《Between Friends》、《今天也安然無恙》系列及2019年的《Rumor》中擔任主角，正式以演員身分出道。同時開始在多部電視劇中客串，或是擔任配角，尤其在2019年的SBS金土連續劇《金牌救援：Stove League》演出年輕投手「劉敏鎬」一角，讓他獲得大眾的關注與喜愛。
2021年，他在JTBC金土連續劇 《無法抗拒的他》飾演女主角劉娜比（韓韶禧 飾演）的青梅竹馬「梁度赫」。由於在劇中溫暖、體貼的角色性格，在網路上引發觀眾熱議。
2022年，他出演KBS水木連續劇《由零開始愛上你》中的羽球選手「朴泰俊」，首次擔任無線電視台劇集的男主演。2023年，與第59屆百想藝術大獎TV部門大賞得主朴恩斌一同主演tvN週末連續劇《無人島的Diva》，飾演電視台PD「姜保傑」。
2023年11月，日本TBS電視台宣布正式啟用蔡鍾協，與日本女演員二階堂富美共同出演火10檔連續劇《Eye Love You》，並於2024年1月播出。這也是日本黃金檔連續劇首次啟用韓國男演員擔任主要角色。

## 演出作品

### 網路劇
| 年份 | OTT平台    | 劇名                              | 角色     | 備註 |
| 2016 | MBC Every1 | Toondra Show 第二季－朝鮮王朝實錄 | 朝鮮世宗 |      |
| 2017 | NAVER TV   | 動搖的關係                        | 文道赫   | 主演 |
| 2017 | Kakao TV   | 今天也安然無恙                    | 崔俊浩   | 主演 |
| 2018 | Kakao TV   | 今天也安然無恙２                  | 崔俊浩   | 主演 |
| 2019 | Olleh TV   | Rumor                             | 朴善材   | 主演 |

### 電視劇
| 年份 | 電視台 | 劇名                   | 角色           | 備註             |
| 2019 | SBS    | 金牌救援：Stove League | 劉敏鎬         | 配角             |
| 2021 | JTBC   | 薛西弗斯的神話         | Sun（崔載宣）  | 配角             |
| 2021 | JTBC   | 無法抗拒的他           | 梁度赫         | 主演             |
| 2021 | TVING  | 來魔女食堂吧           | 李吉勇         | 主演             |
| 2022 | KBS2   | 由零開始愛上你         | 朴泰俊         | 主演             |
| 2022 | tvN    | 流星                   | 閒俞振         | 特別出演         |
| 2022 | ENA    | 我把社長解鎖了         | 朴仁誠         | 主演             |
| 2023 | tvN    | 今生也請多指教         | 福東           | 特別出演         |
| 2023 | tvN    | 無人島的Diva           | 姜保傑／鄭基浩 | 主演             |
| 2024 | TBS    | Eye Love You           | 尹泰晤         | 日本電視劇；共演 |
| 2024 | tvN    | 是偶然嗎               | 姜厚英         | 主演             |
| 2026 | MBC    | 在你燦爛的季節         | 鮮于燦         | 主演             |

## 音樂錄影帶
| 年份 | 歌手 | 曲名      | 備註       |
| 2022 | 10cm | Gradation | Drama Ver. |
| 2024 | 白兒 | Letter    |            |

## 獎項
| 年份 | 頒獎典禮                   | 獎項                   | 作品               | 結果  |
| 2021 | Korea First Brand Awards   | 男子新人演員獎         | 不適用             | 獲獎  |
| 2022 | KBS演技大獎                | 男子新人獎             | 《由零開始愛上你》 | 獲獎  |
| 2024 | 第119回日劇學院賞          | 助演男優獎             | 《Eye Love You》   | 第2名 |
| 2024 | 第6屆韓流文化大獎          | 首爾觀光財團代表理事獎 | 《Eye Love You》   | 獲獎  |
| 2024 | 第6屆亞洲內容及全球OTT大獎 | 最佳新人男演員獎       | 《Eye Love You》   | 獲獎  |

## 外部連結
- 蔡鍾協的Instagram帳戶
- 蔡鍾協的X（前Twitter）
- 蔡鍾協（日本官方）的X（前Twitter）
- 蔡鍾協在互联网电影资料库（IMDb）上的資料（英文）
- 蔡鍾協在HanCinema的頁面（英文）（英文）